# Alexei Dmitrijewitsch Kamkin

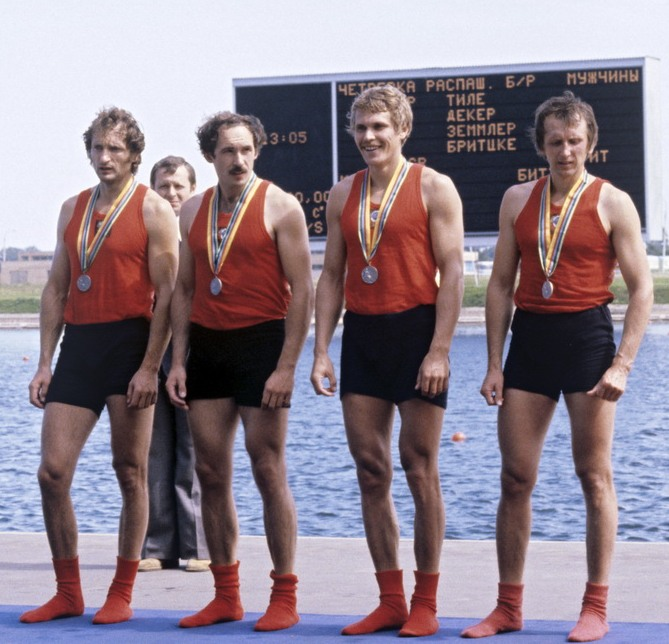
Der sowjetische Vierer von 1980 von links nach rechts: Kamkin, Dolinin, Kulagin, Jelissejew

Alexei Dmitrijewitsch Kamkin (russisch Алексей Дмитриевич Камкин; * 15. Oktober 1952 in Kaliningrad) ist ein ehemaliger sowjetischer Ruderer.
Der 1,87 m große Kamkin von VS Leningrad bildete in der Saison 1980 einen neuen sowjetischen Vierer ohne Steuermann zusammen mit Waleri Dolinin, Alexander Kulagin und Witali Jelissejew. Bei den Olympischen Spielen 1980 in Moskau erhielten diese vier Ruderer die Silbermedaille hinter dem DDR-Boot. Im Jahr darauf siegte der sowjetische Vierer in der gleichen Besetzung bei den Weltmeisterschaften 1981 in München vor den Schweizern und dem Boot aus der DDR. 1982 in Luzern gelang den Schweizern vor heimischem Publikum die Revanche, sie siegten vor dem sowjetischen Vierer.